# Richard Roxburgh
Richard Roxburgh (Albury, 23 gennaio 1962) è un attore australiano.

## Biografia
Nato nel Nuovo Galles del Sud si è diplomato al National Institute of Dramatic Arts di Sydney. Nel corso degli anni ha intrapreso una lunga gavetta, che lo hanno portato a recitare in svariate produzioni televisive e teatrali australiane e partecipando ai film Patsy Cline e Oscar e Lucinda.
Dal 2000 inizia a lavorare a Hollywood, impersonando principalmente ruoli da antagonista, come in Mission: Impossible 2 e Moulin Rouge!, dove interpretava il ruolo del Duca. Successivamente ha recitato nei film La leggenda degli uomini straordinari, Stealth - Arma suprema, Van Helsing (dove ha ricoperto il ruolo del conte Dracula) e Sanctum 3D.
Negli anni successivi ha lavorato come regista teatrale e ha esordio alla regia cinematografica con il film del 2007 Meno male che c'è papà - My Father. Dal 2010 è protagonista della serie televisiva australiana Rake, di cui è anche co-creatore e produttore.

## Vita privata
Il 25 settembre 2004 Roxburgh si è sposato con l'attrice italiana Silvia Colloca, conosciuta sul set di Van Helsing (la cerimonia è avvenuta in Italia a Rapolano Terme, in provincia di Siena). Nel 2007 la coppia ha avuto un figlio e nel 2010 è nato il loro secondogenito. Nel 2017 è nata la loro terza figlia. Vivono a Sydney.

## Filmografia

### Attore

#### Cinema
- Figli della rivoluzione (Children of the Revolution), regia di Peter Duncan (1996)
- Patsy Cline (Doing Time for Patsy Cline), regia di Chris Kennedy (1997)
- Thank God He Met Lizzie, regia di Cherie Nowlan (1997)
- Oscar e Lucinda (Oscar and Lucinda), regia di Gillian Armstrong (1997)
- Con un po' d'anima (A Little Bit of Soul), regia di Peter Duncan (1998)
- Mission: Impossible 2, regia di John Woo (2000)
- Moulin Rouge!, regia di Baz Luhrmann (2001)
- Last September (The Last September), regia di Deborah Warner (2001)
- The One & Only - È tutta colpa dell'amore (The One and Only), regia di Simon Cellan Jones (2002)
- Il mastino dei Baskerville (The Hound of the Baskervilles), regia di David Attwood (2002)
- La leggenda degli uomini straordinari (League of Extraordinary Gentlemen), regia di Stephen Norrington (2003)
- Van Helsing, regia di Stephen Sommers (2004)
- Stealth - Arma suprema (Stealth), regia di Rob Cohen (2005)
- Fragile - A Ghost Story (Frágiles), regia di Jaume Balagueró (2005)
- Symbiosis - Uniti per la morte (Like Minds), regia di Gregory J. Read (2006)
- So che ci sei (Matching Jack), regia di Nadia Tass (2010)
- Sanctum 3D, regia di Alister Grierson (2011)
- The Turning, registi vari (2013)
- La battaglia di Hacksaw Ridge (Hacksaw Ridge), regia di Mel Gibson (2016)
- Breath, regia di Simon Baker (2017)
- Angel of Mine, regia di Kim Farrant (2019)
- La battaglia di Long Tan (Danger Close: The Battle of Long Tan), regia di Kriv Stenders (2019)
- Go-Kart, regia di Owen Trevor (2020)
- Elvis, regia di Baz Luhrmann (2022)
- Eden, regia di Ron Howard (2024)

#### Televisione
- East of Everything – serie TV, 13 episodi (2008-2009)
- Ice – miniserie TV, 2 episodi (2011)
- Rake – serie TV, 40 episodi (2010-2018)
- Caterina la Grande (Catherine the Great) – miniserie TV, 4 puntate (2019)
- The Crown - serie TV, 1 episodio (2020)

### Doppiatore
- Il regno di Ga'Hoole - La leggenda dei guardiani (Legend of the Guardians: The Owls of Ga'Hoole), regia di Zack Snyder (2010)
- Billy il koala, regia di Deane Taylor (2015)
- L'ape Maia - Le Olimpiadi di miele (Maya the Bee: The Honey Games), regia di Noel Cleary, Sergio Delfino e Alexs Stadermann (2018)

### Regista
- Meno male che c'è papà - My Father (Romulus, My Father) (2007)

## Riconoscimenti
- AACTA Awards 2001
  - Candidatura per il Miglior attore non protagonista per Moulin Rouge!

## Doppiatori italiani
Nelle versioni in italiano delle opere in cui ha recitato, Richard Roxburgh è stato doppiato da:
- Roberto Draghetti in Mission: Impossible 2, The One & Only - È tutta colpa dell'amore, Symbiosis - Uniti per la morte
- Roberto Pedicini in Patsy Cline, Il mastino dei Baskerville, Van Helsing
- Marco Mete in Moulin Rouge!, Elvis
- Angelo Maggi in Stealth - Arma suprema, Sanctum 3D
- Fabrizio Pucci in Fragile - A Ghost Story, Ice
- Francesco Bulckaen in Figli della rivoluzione
- Giorgio Borghetti in Last September
- Gino La Monica in La leggenda degli uomini straordinari
- Giorgio Bonino in So che ci sei
- Franco Mannella ne La battaglia di Hacksaw Ridge
- Gianni Bersanetti in Caterina la Grande
- Stefano Benassi in Eden

Da doppiatore è sostituito da:
- Massimo Rossi in Il regno di Ga'Hoole - La leggenda dei guardiani
- Luca Ghignone in Billy il koala